# 榎井小祖
榎井 小祖（えのい の こおじ）は、奈良時代の貴族。名は子祖とも記される。初名は小祖父（子祖父）。大倭守・榎井広国の近親か。官位は正五位上・造宮大輔。

## 経歴
天平勝宝9歳（757年）従五位下に叙爵し、豊後守に任ぜられる。天平宝字5年（761年）仁部少輔に任ぜられ京官に復す。
天平宝字8年（764年）に発生した藤原仲麻呂の乱での動静は伝わらないが、翌天平神護元年（765年）正月に従五位上に昇叙される。称徳朝の前半は神護景雲元年（767年）兵部大輔、神護景雲2年（768年）宮内大輔と京官を歴任し、神護景雲3年（769年）には山背守に遷っている。
神護景雲4年（770年）称徳天皇の崩御後間もなく上総守と東国の地方官に転じるが、翌宝亀2年（771年）には造宮大輔として京官に復帰する。その後、宝亀5年（774年）正五位下、宝亀8年（777年）正五位上と、光仁朝の中期に昇進を果たしている。

## 官歴
『続日本紀』による。
- 時期不詳：正六位上
- 天平勝宝9歳（757年） 5月20日：従五位下。6月16日：豊後守
- 天平宝字5年（761年） 10月1日：仁部少輔
- 天平宝字7年（763年） 4月14日：仁部少輔
- 時期不詳：小祖父（子祖父）から小祖（子祖）に改名
- 天平神護元年（765年） 正月7日：従五位上
- 神護景雲元年（767年） 8月11日：兵部大輔
- 神護景雲2年（768年） 2月18日：宮内大輔
- 神護景雲3年（769年） 3月28日：山背守
- 神護景雲4年（770年） 9月16日：上総守
- 宝亀2年（771年） 9月16日：造宮大輔
- 宝亀5年（774年） 正月7日：正五位下
- 宝亀8年（777年） 正月7日：正五位上